# Eva Isaksen
Eva Isaksen, född 22 maj 1956, är en norsk filmregissör. Hon har bland annat gjort Mors Elling och Döden på Oslo C, samt TV-serierna Sejer och Størst av alt.